# Doãn (nước)
Doãn có phiên âm khác là Duẫn (tiếng Trung: 尹; bính âm: Yǐn) là một nước chư hầu thời Xuân Thu nội thuộc nhà Chu, quốc quân họ Cật, mang tước vị công tước. Vị trí nằm ở đất Doãn (nay thuộc huyện Tân An tỉnh Hà Nam Trung Quốc).

## Vua nước Doãn
| Hiệu                 | Tên                    | Năm cai trị                              |
| -------------------- | ---------------------- | ---------------------------------------- |
| Doãn Dật 尹佚        | Cật Dật                | thời Chu Vũ vương và Thành Khang chi trị |
| đời sau chưa rõ      |                        |                                          |
| Doãn Cát Phủ 尹吉甫  | Cật Cát Phủ            | thời Chu Tuyên vương                     |
| đời sau chưa rõ      |                        |                                          |
| Doãn Vũ công 尹武公  |                        | thời Chu Giản vương                      |
| đời sau chưa rõ      |                        |                                          |
| Doãn Ngôn Đa 尹言多  | Cật Ngôn Đa            | thời Chu Cảnh vương                      |
| Doãn Văn công 尹文公 | Cật Hạnh (hoặc Cật Cố) | thời Chu Kính vương                      |
| đời sau chưa rõ      |                        |                                          |